# لعوامر (لعسيلات)
لعوامر هو دُوَّار يقع بجماعة الخيايطة، إقليم برشيد، جهة الدار البيضاء سطات في المملكة المغربية. ينتمي الدوّار لمشيخة لعسيلات التي تضم 7 دواوير. يقدر عدد سكانه بـ 939 نسمة حسب الإحصاء الرسمي للسكان والسكنى لسنة 2004.

## روابط خارجية
- البوابة الوطنية للجماعات الترابية نسخة محفوظة 12 مارس 2018 على موقع واي باك مشين.
- المندوبية السامية للتخطيط